# Renxian
Renxian är ett stadsdelsdistrikt i sydvästra Kina. Det ligger i stadsdistriktet Liangping i storstadsområdet Chongqing, omkring 160 kilometer nordost om det centrala stadsdistriktet Yuzhong. Antalet invånare är 21 499. Befolkningen består av 10 642 kvinnor och 10 857 män. Barn under 15 år utgör 19,0 %, vuxna 15-64 år 68 %, och äldre över 65 år 11,0 %.